# Falange Española Tradicionalista y de las Juntas de Ofensiva Nacional Sindicalista
La Falange Española Tradicionalista y de las Juntas de Ofensiva Nacional Sindicalista (in italiano "Falange Tradizionalista Spagnola e delle Giunte di Offensiva Nazional-Sindacalista") fu un movimento politico di ispirazione nazionalista e fascista fondato in Spagna durante la guerra civile dal generale Francisco Franco nel 1937, fondendo i vari movimenti nazionalisti che sostenevano l'Alzamiento militare. Alla fine della guerra nel 1939, diventata partito unico franchista, dal 1958 noto semplicemente come Movimiento Nacional (in italiano "Movimento Nazionale"), sopravvisse come partito di riferimento della dittatura fino alla sua caduta nel 1977.

## Storia

### La Falange

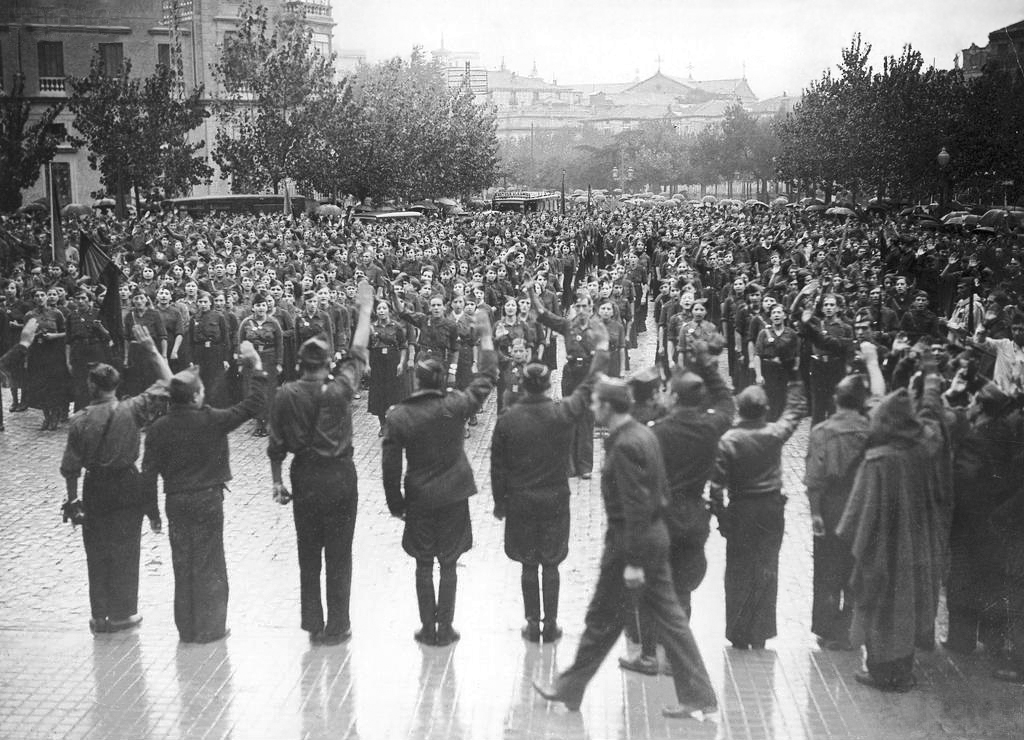
Milizie della Falange nell'ottobre 1936

José Antonio Primo de Rivera aveva fondato nel 1933 un movimento nazionalista e filofascista, la "Falange Española", che l'anno dopo si era unito con un movimento sindacalista nazionale, le "Juntas de Ofensiva Nacional Sindicalista" (JONS), creando la Falange Española de las JONS.
Dopo l'Alzamiento del luglio 1936, e la creazione del governo provvisorio (Giunta tecnica dello Stato) nel mese di agosto 1936, il prossimo passo verso il rafforzamento del potere del nuovo leader delle forze fu la necessità di una maggiore unità tra le forze politiche che lo sostenevano.
Il generale Franco, dopo la fucilazione da parte dei repubblicani di José Antonio de Rivera, volle creare un unico partito, con la fusione delle forze che avevano contribuito con le loro milizie all'insurrezione nel Bando nacional e che erano cresciute dall'inizio della guerra civile spagnola.

### L'unificazione
Franco, in quel momento generalisimo e capo dello Stato, il 19 aprile 1937 obbligò, con il cosiddetto Decreto de Unificación, all'unificazione tutte le forze legate ai valori nazionalisti, monarchici, clericali e che avevano aderito all'Alzamiento:
- la Falange Española de las Juntas de Ofensiva Nacional Sindicalista, (abbr. FE de las JONS),
- i carlisti di Comunión Tradicionalista
- la CEDA
- Bloque Nacional
- Renovación Española

Formalmente Franco nella Falange Española Tradicionalista y de las JONS unificò i partiti falangista e carlista e soppresse tutti gli altri, consentendo l'adesione individuale al nuovo movimento.
Il generale unificò inoltre nella Milicia Nacional le formazioni paramilitari, principalmente falangisti e requetes e nominò il primo consiglio nazionale del partito, composto da 50 membri.
Il generale assurse così a leader indiscusso della nuova formazione, la Falange Española Tradicionalista y de las J.O.N.S. e si proclamò Jefe Nacional del movimento. Lo stesso giorno i falangisti dissenzienti celebravano il loro congresso eleggendo Manuel Hedilla. Il decreto fu contestato anche dal carlista Manuel Fal Conde leader di Comunión Tradicionalista. Il 2 dicembre entrarono in carica i 48 membri del Consiglio nazionale della FET nominati da Franco. Le due figure di spicco del nuovo partito furono Ramón Serrano Súñer (già deputato della destra alle Cortes e cognato di Franco) e Raimundo Fernández-Cuesta.

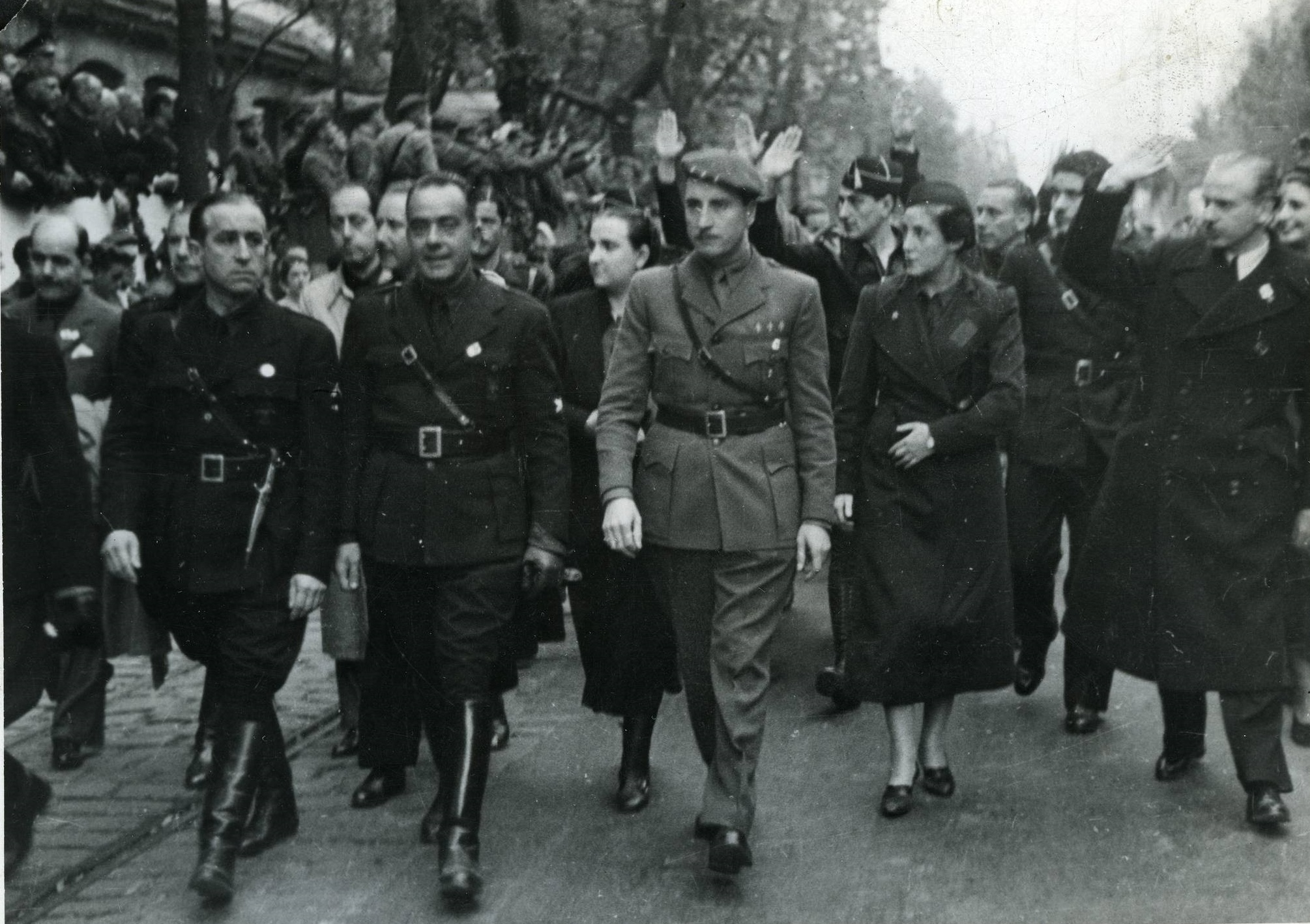
Serrano Suñer (sulla destra) con al fianco Pilar Primo de Rivera nel 1939 con altri dirigenti falangisti

Il 9 marzo 1938 fu emanata la legge denominata Fuero del Trabajo che regolava l'impiego e la vita economica, in particolare in materia di orario di lavoro, ferie, salari minimi e dei prezzi. Con una visione ancora cattolico-falangista, fu influenzata dalla Carta del Lavoro italiana del 1927, indicando come il lavoro non poteva essere ridotto a merce o andare contro la dignità del lavoratore.
Dopo il 1938 la maggior parte dei falangisti accettò la confluenza nel "Movimiento Unificado" di Franco, mentre quelli che si opposero come José Luis Arrese vennero arrestati e processati. Lo stesso capo della FE de las JONS Manuel Hedilla, che rifiutava di riconoscere l'autorità politica di Franco, fu addirittura condannato a morte nel 1937 per tradimento. La condanna venne poi commutata, ma Hedilla restò in carcere fino al 1947, mentre Arrese rientrò nella FET nel 1939. Anche terminata la guerra civile nel 1939, l'attività politica dei falangisti dissidenti continuò nella clandestinità sino alla morte di Franco.
L'iniziale programma politico e sociale della Falange di fatto non fu mai completato, e dopo la fine degli anni quaranta, con la graduale emarginazione di Ramón Serrano Súñer i suoi uomini non occuparono più significative posizioni di potere e di governo.

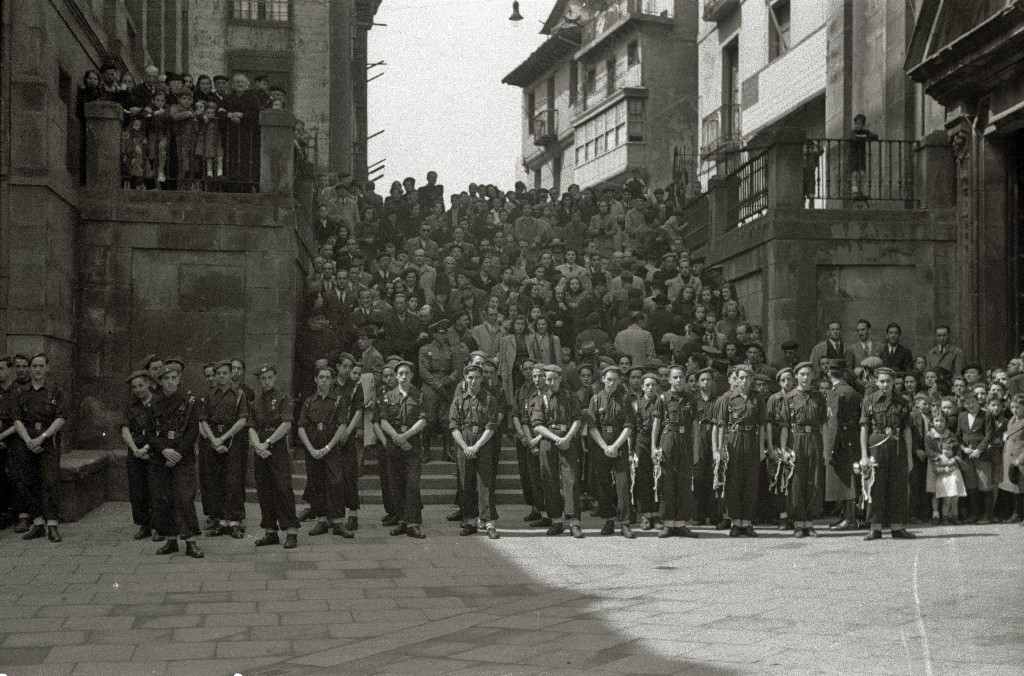
Manifestazione falangista in omaggio a de Rivera nel 1941 a San Sebastian

### IlMovimiento Nacional
Successivamente Franco, che non era falangista, ne sterilizzò gradualmente gli impulsi, utilizzando la Falange e la sua ideologia per contrapporsi simbolicamente alle ideologie socialista, marxista e liberale, che riteneva nemiche dalla tradizione spagnola.
Già nel settembre del 1943 Franco impartì ordini in modo che, dai media ufficiali si riferissero alla Falange e ai sindacati nazionali (FET y de las JONS) come un "Movimento" e non come un partito.
Il partito unico, denominato semplicemente "Movimiento Nacional" era formato da Falange, dal Sindacato Vertical, e dai rappresentanti dei corpi sociali e delle municipalità. Con la Ley de Principios del Movimiento Nacional, una delle norme costituzionali delle Leyes Fundamentales del Reino, si stabilirono nel 1958 i principi guida dell'ordinamento giuridico franchista.
Lo stesso Franco era il capo nazionale del movimento, poi vi era un Segretario generale del movimento, che era anche ministro nel governo.

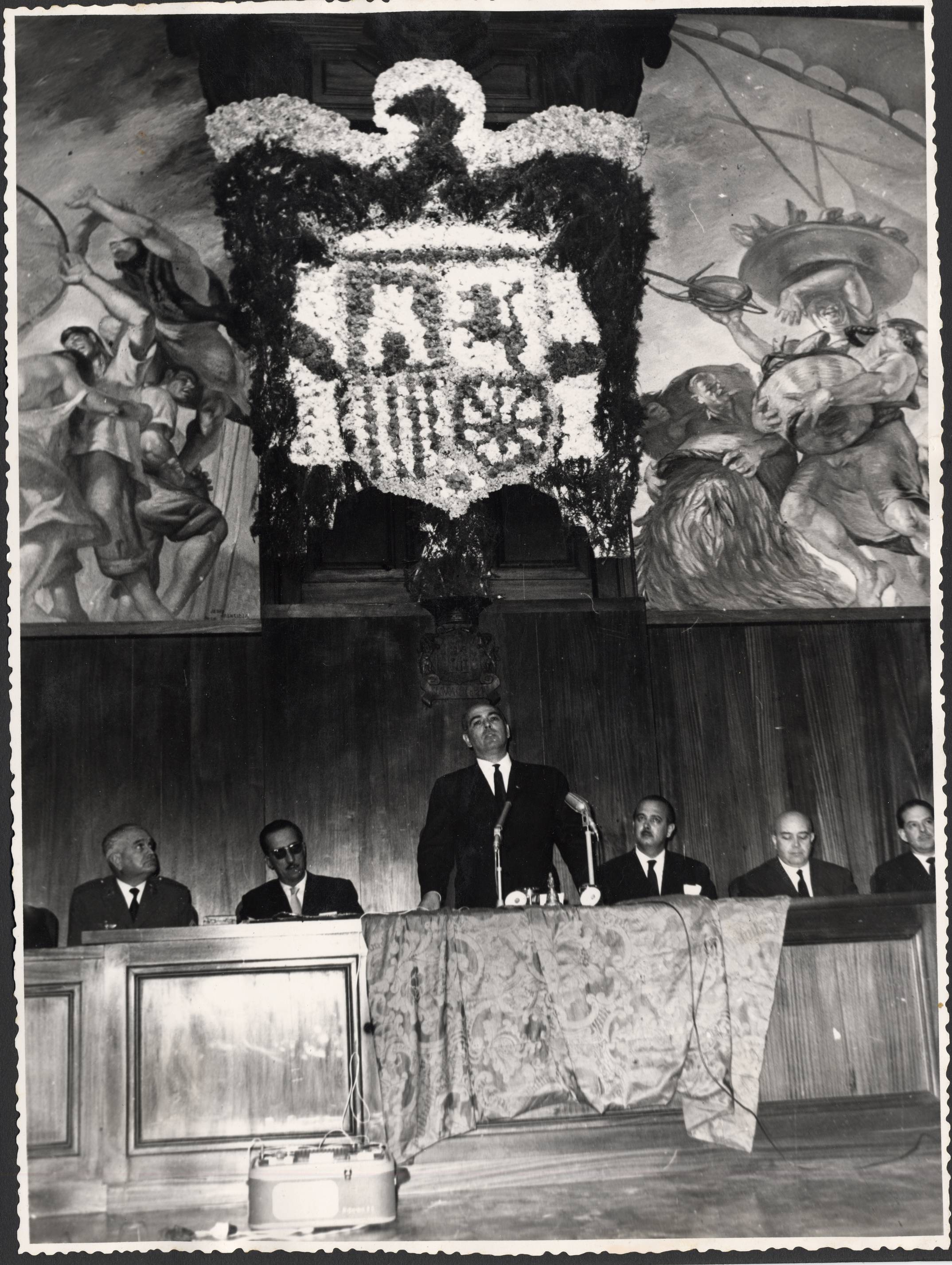
José Solís, ministro-segretario generale del Movimiento, nel 1962 a Las Palmas

I membri più importanti del partito venivano chiamati nel "Consiglio nazionale del movimento", che si riunivano periodicamente in assemblea nel Palazzo del Senato e, insieme alle Cortes Españolas, davano una parvenza di sistema parlamentare bicamerale.
Nel lungo periodo della dittatura franchista, il Movimiento fu il partito unico del Franchismo, mentre la Falange e il suo fondatore restarono sempre e solo vuoti simboli a sostegno di un potere autocratico e dagli anni '60 tecnocratico.
Dal 1959 il franchismo abbandonò la politica autarchica, per aprire all'Occidente. La FET fu un movimento così eterogeneo da non poter esser classificato come un partito vero e proprio, non essendo dotato di una dottrina né di forze popolari, artistiche o culturali come furono i fascismi europei.

### Lo scioglimento
José Antonio e Franco furono comunque seppelliti a fianco nella Valle de los Caídos, sotto la croce dell'altar Maggiore.

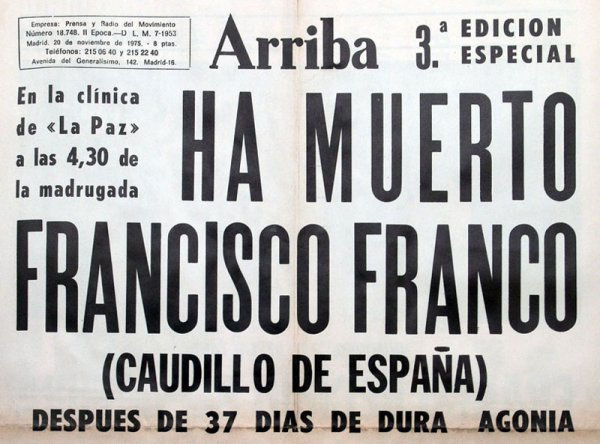
Prima pagina di Arriba del 20 novembre 1975, che annuncia la morte di Franco

Dopo la morte nel novembre 1975 di Franco, nel luglio 1976 il neo segretario generale del Movimiento Nacional Adolfo Suárez fu chiamato da re Juan Carlos come nuovo presidente del Governo al posto di Carlos Arias Navarro, che era stato nominato da Franco. Suárez di fatto lo smantellò, e il relativo ministero fu soppresso nell'aprile del 1977.
Raimundo Fernández-Cuesta, procuratore delle Cortes e in passato segretario generale della Falange Spagnola, considerò il gesto come un tradimento e decise di rifondare il partito dandogli lo stesso nome della formazione originaria degli anni '30, Falange Española de las JONS, e con la quale concorse autonomamente alle elezioni democratiche costituenti del 1977, senza successo. Tuttavia la cosiddetta Falange Autentica, movimento culturale clandestino che aveva sino ad allora riunito i falangisti dissidenti rispetto all'operato franchista, non confluì in larga parte nel partito di Fernández-Cuesta, segnando così l'inizio della diaspora falangista che negli anni successivi condannerà il nazionalsindacalismo quasi all'irrilevanza in Spagna.

## Capi nazionali del Movimiento
- Francisco Franco (19 aprile 1937 - 20 novembre 1975)
- Carlos Arias Navarro (1975 - 1977)

## Segretari generali delMovimiento
(Con il rango di ministro)
- Raimundo Fernández-Cuesta (1938 - 1939)
- Agustín Muñoz Grandes (1939 - 1940)
- José Luis Arrese (1941 - 1945)
- Raimundo Fernández-Cuesta (1948 - 1956)
- José Luis Arrese (1956 - 1957)
- José Solís Ruiz (1957 - 1969)
- Torcuato Fernández-Miranda Hevia (1969 - 1974)
- José Utrera Molina (gennaio 1974 - marzo 1975)
- Fernando Herrero Tejedor (marzo - giugno 1975)
- José Solís Ruiz (giugno - dicembre 1975)
- Adolfo Suárez (dicembre 1975 - luglio 1976)
- Ignacio García López (luglio 1976 - aprile 1977)

(ministero soppresso nell'aprile 1977)